# Бамбуковый массаж
Бамбуковый массаж – вид массажа, для которого в качестве массажного инструмента используются полые бамбуковые стебли (трости) или веники комнатной температуры или слегка нагретые.

## Описание
Бамбуковый массаж осуществляется с помощью полых бамбуковых стеблей различной длины (чаще 30-35 см) и диаметра (в основном 3 см) или специальных веников.
Массаж обеспечивает работу с глубокими тканями, что способствует улучшению кровообращения. Кроме того, использование бамбуковых палочек помогает уменьшить напряжение и нагрузку на руки и пальцы практикующего массажиста.
Среди используемых техник и приёмов: постукивание, прокатывание, поколачивание, разминание торцом палки.
Показаниями к применению бамбукового массажа являются:
- усталость из-за физических и умственных нагрузок;
- стресс;
- неправильный мышечный тонус;
- мышечные боли;
- целлюлит или лишний вес.

Противопоказаниями являются:
- заболевания кожи;
- острые болезненные состояния и воспалительные процессы, высокая температура;
- онкологические заболевания;
- повышенное артериальное давление;
- мочекаменная и желчнокаменная болезнь;
- варикозное расширение вен;
- беременность;
- менструация.

## Распространение
Первоначально массаж с применением бамбуковых стеблей появился в Китае, Маврикии, Индонезии и Таиланде. В Японии и Бразилии получила распространение разновидность массажа с применением бамбуковых веников.
В Европе и России данный вид массажа начал распространяться в 1990—2000-е годы.